# Park Narodowy Carlsbad Caverns
Park Narodowy Carlsbad Caverns (ang. Carlsbad Caverns National Park) – park narodowy położony w południowo-wschodniej części stanu Nowy Meksyk w Stanach Zjednoczonych. Park został utworzony w 1930 na powierzchni 189,26 km². W 1995 Park Narodowy Carlsbad Caverns został wpisany na listę światowego dziedzictwa UNESCO.
W skład parku wchodzą 83 jaskinie, w tym Lechuguilla Cave, siódma pod względem długości na świecie (222,6 km) i jedna z najgłębszych w Stanach Zjednoczonych (488,9 m).